# Australische Volleyballnationalmannschaft der Frauen
Die australische Volleyballnationalmannschaft der Frauen ist eine Auswahl der besten australischen Spielerinnen, die die Australia Volleyball Federation bei internationalen Turnieren und Länderspielen repräsentiert.

## Geschichte

### Weltmeisterschaft
Bei der Volleyball-Weltmeisterschaft 1982 belegte Australien den zwölften Rang. Zwanzig Jahre später reichte es bei der WM 2002 nur noch zum 21. Platz.

### Olympische Spiele
Bei den Spielen 2000 in Sydney war der Gastgeber zum einzigen Mal beim olympischen Turnier dabei und wurde Neunter.

### Asienmeisterschaft
Die erste Asienmeisterschaft fand 1975 in Australien statt und der Gastgeber belegte den vierten Rang. Das gleiche Ergebnis gab es vier Jahre später. Danach wurden die australischen Frauen dreimal Siebter. Von 1991 bis 2001 erreichten sie viermal den sechsten Platz, nur 1993 (Zehnter) und 1997 (Siebter) waren sie schlechter. Bei den letzten drei Turnieren wurden sie Neunter, Zehnter und Achter.

### World Cup
Australien hat noch nie im World Cup gespielt.

### World Grand Prix
Der World Grand Prix fand bisher ohne australische Beteiligung statt.